# Delta de l'Altar
Delta de l'Altar (δ Arae) és una estrella de la constel·lació de l'Altar. És una estrella blava-blanca del tipus B nana de la seqüència principal amb una magnitud aparent de 3,60. Està a uns 187 anys llum de la Terra. Té una companya òptica de la dotzena magnitud designada δ Arae B, que està a 47,4 segons d'arc de la primera.